# Fleigneux
Fleigneux ist eine französische Gemeinde mit 223 Einwohnern (Stand 1. Januar 2022) im Département Ardennes in der Region Grand Est (vor 2016 Champagne-Ardenne). Die Gemeinde gehört zum Arrondissement Sedan und zum Kanton Sedan-2 (bis 2015). 

## Geografie
Fleigneux liegt etwa sieben Kilometer nördlich von Sedan an der belgischen Grenze. Umgeben wird Fleigneux von den Nachbargemeinden Vresse-sur-Semois (Belgien) im Nordwesten und Norden, Bouillon (Belgien) im Norden und Nordosten, Illy im Osten und Südosten, Floing im Süden sowie Saint-Menges im Westen.

## Bevölkerungsentwicklung
| 1962                       | 1968 | 1975 | 1982 | 1990 | 1999 | 2006 | 2012 | 2019 |
| -------------------------- | ---- | ---- | ---- | ---- | ---- | ---- | ---- | ---- |
| 139                        | 145  | 141  | 158  | 170  | 201  | 228  | 203  | 215  |
| Quellen: Cassini und INSEE |      |      |      |      |      |      |      |      |

## Sehenswürdigkeiten

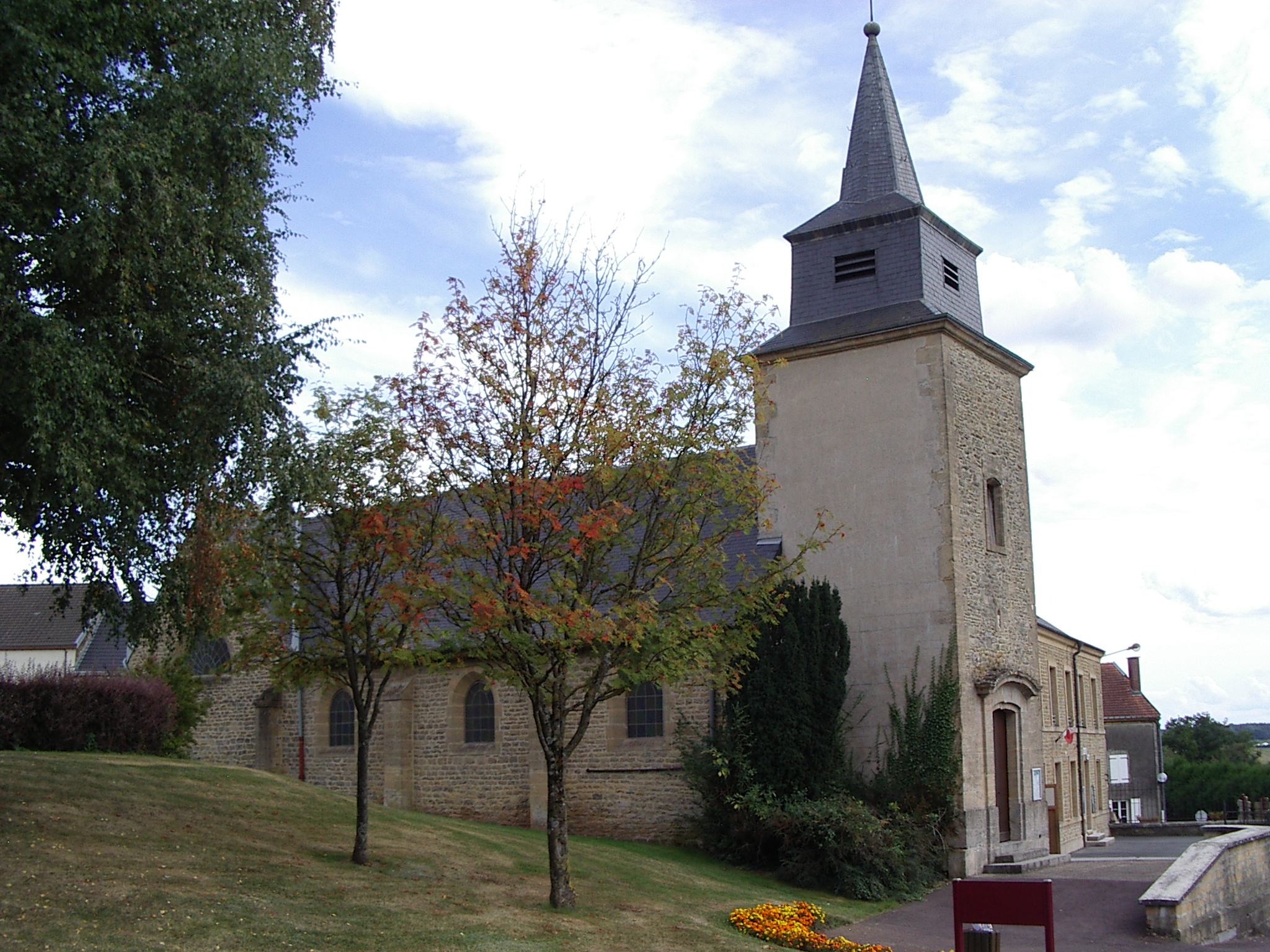
Kirche Notre-Dame

- Kirche Notre-Dame